# LABORATORY
『LABORATORY』（ラボラトリー）は、松室政哉の3枚目のアルバム。

## 解説
- 2ndアルバム『愛だけは間違いないからね』から約2年ぶりのリリース。
- 規格品番は、UMCA-10157
- 2023年〜2024年にかけて配信リリースされた、様々なアーティストとのコラボ楽曲を中心に収録。

## 収録内容
CD
1. 星屑箱
  - 作詞：金木和也／作曲・編曲：松室政哉
2. LOVEなシーン
  - 作詞：松室政哉、真行寺貴秋／作曲・編曲：松室政哉、BRADIO
  - 6thデジタルシングル「LOVEなシーン」収録
3. 2人のコンプライアンス
  - 作詞：山崎将義／作曲：松室政哉／編曲：松室政哉、山崎将義
  - オフィスオーガスタコラボレーションアルバム『Augusta HAND × HAND』収録
4. ラ・タ・タ 〜すべてはフィーリング〜
  - 作詞・作曲：松室政哉、堂島孝平／編曲：松室政哉
  - 9thデジタルシングル「ラ・タ・タ 〜すべてはフィーリング〜」収録
5. Breathing
  - 作詞：MORISAKI WIN／作曲・編曲：松室政哉
  - 10thデジタルシングル「Breathing」収録
6. ホットミルク
  - 作詞：松室政哉、井上苑子／作曲・編曲：松室政哉
  - 5thデジタルシングル「ホットミルク」収録
7. 春のうちに
  - 作詞・作曲・編曲：松室政哉、The Songbards
  - 7thデジタルシングル「春のうちに」収録
8. Rewrite
  - 作詞・作曲：浜端ヨウヘイ／編曲：松室政哉、浜端ヨウヘイ
  - オフィスオーガスタコラボレーションアルバム『Augusta HAND × HAND』収録
9. Life is Beautiful
  - 作詞・作曲：松室政哉、矢井田瞳／編曲：松室政哉
  - 8thデジタルシングル「Life is Beautiful」収録
10. イッツ・オールライト・ママ
  - 作詞：岡本定義 (COIL)／作曲：松室政哉／編曲：松室政哉、岡本定義 (COIL)
  - 福耳1stデジタルシングル「イッツ・オールライト・ママ」収録
11. フレンチブルドッグ
  - 作詞：金木和也／作曲・編曲：松室政哉

DVD
- 「Matsumuro Seiya Live 2023 “愛だけは間違いないからね”〜Joyful! Joyful!〜」2023.3.17東京・渋谷WWW

1. モノローグ
2. 午前0時のヴィーナス
3. 今夜もHi-Fi
4. いい感じ
5. うつけもの
6. 陽だまり
7. サラバ記念日
8. きっと愛は不公平
9. ai
10. Jungle Pop
11. 毎秒、君に恋してる
12. 夢煩い
13. ゆけ。
14. 出逢いなおし
15. AS ONE
16. 神様のいない街
17. 大人の階段 駆けおりない？
18. dopamine
19. 愛だけは間違いないからね
20. 踊ろよ、アイロニー（アンコール）
21. 海月（アンコール）

- 「Augusta Camp 2023 〜SUKIMASWITCH 20th Anniversary〜」2023.9.23神奈川・横浜赤レンガパーク

1. LINE
2. 愛だけは間違いないからね

## 演奏
CD
- 松室政哉
  - Vocal
  - Chorus (#1-2.4-11)
  - Other Instruments (#1-9.11)
  - Acoustic Guitar (#3.10-11)
  - Bass (#5.11)
- 坂本暁良
  - Drums (#2.6.)
- 岩田栄秀 (The Songbards)
  - Drums, Chorus (#7)
- KAZU
  - Drums, Tambourine (#8)
- あらきゆうこ
  - Drums (#10)
- 酒井亮輔 (BRADIO)
  - Bass (#2)
- 佐藤慎之介 (ZION)
  - Bass (#6.9)
- 桂悛輔
  - Bass (#7)
- カナミネケイタロウ
  - Bass (#8)
- 岡本定義 (COIL)
  - Bass (#10)
- 大山聡一 (BRADIO)
  - Electric Guitar (#2)
- 外園一馬
  - Acoustic Guitar, Electric Guitar (#6)
- 松原有志 (The Songbards)
  - Electric Guitar, Chorus (#7)
- ヤジマレイ (ReiRay)
  - Acoustic Guitar, Electric Guitar (#9)
- 金木和也
  - Electric Guitar (#11)
- 伊藤彩
  - Violin (#3)
- 常田真太郎 (スキマスイッチ)
  - Synthesizer (#10)
- 真行寺貴秋 (BRADIO)
  - Vocal, Chorus (#2)
- 山崎まさよし
  - Vocal, Electric Guitar (#3.10)
  - Drums, Bass (#3)
  - Tambourine, Marimba (#10)
- 堂島孝平
  - Vocal, Chorus (#4)
- 岸本ゆめの
  - Vocal, Chorus (#4)
- MORISAKI WIN
  - Vocal, Chorus (#5)
- 井上苑子
  - Vocal, Chorus (#6)
- 上野耕平 (The Songbards)
  - Vocal, Chorus, Acoustic Guitar (#7)
- 浜端ヨウヘイ
  - Vocal, Chorus (#8.10)
  - Acoustic Guitar, Electric Guitar (#8)
- 矢井田瞳
  - Vocal, Chorus (#9)
- 杏子
  - Vocal, Chorus (#10)
- 元ちとせ
  - Vocal, Chorus (#10)
- 大橋卓弥 (スキマスイッチ)
  - Vocal, Chorus (#10)
- 長澤知之
  - Vocal, Chorus, Electric Guitar (#10)
- 秦基博
  - Vocal, Chorus (#10)
- さかいゆう
  - Vocal, Chorus (#10)
- 村上紗由里
  - Vocal, Chorus (#10)
- 竹原ピストル
  - Vocal, Chorus (#10)

DVD
Matsumuro Seiya Live 2023 “愛だけは間違いないからね” 〜Joyful! Joyful!〜
- 松室政哉
  - Vocal, Acoustic Guitar, Electric Guitar
- 坂本暁良
  - Drums
- 佐藤慎之介 (ZION)
  - Bass
- 外園一馬
  - Guitars
- 半田彬倫
  - Keyboards

Augusta Camp 2023 〜SUKIMASWITCH 20th Anniversary〜
- 村石雅行
  - Drums
- 松本智也
  - Percussions
- 須長和広
  - Bass
- 外園一馬
  - Guitars
- 浦清英
  - Keyboards
- 宮崎隆睦
  - Sax
- 田中充
  - Trumpet